# Михайловка (Муромцевский район)
Михайловка — деревня в Муромцевском районе Омской области России. Входит в состав Карбызинского сельского поселения .

## История
Основана в 1856 г. В 1928 году состояла из 158 хозяйств, основное население — русские. Центр Михайловского сельсовета Мало-Красноярского района Барабинского округа Сибирского края.

## Население
| 1926 | 2010 |
| ---- | ---- |
| 974  | ↘98  |